# Village-Musée de la combe de Savoie
Le Village-Musée de la combe de Savoie est un écomusée fondé en 1998, à Grésy-sur-Isère, en Savoie. Il sauvegarde, expose et met en valeur le patrimoine rural local, la vie de la société de Savoie, et de son histoire, avant l'industrialisation / société de consommation.

## Historique
En 1998 ce village musée est fondé et financé par Secondo Chabod, son fils et sa famille, et son association « Les Coteaux du Salin » (ACDS) qu'il préside, avec environ 90 membres actifs et 300 membres donateurs.

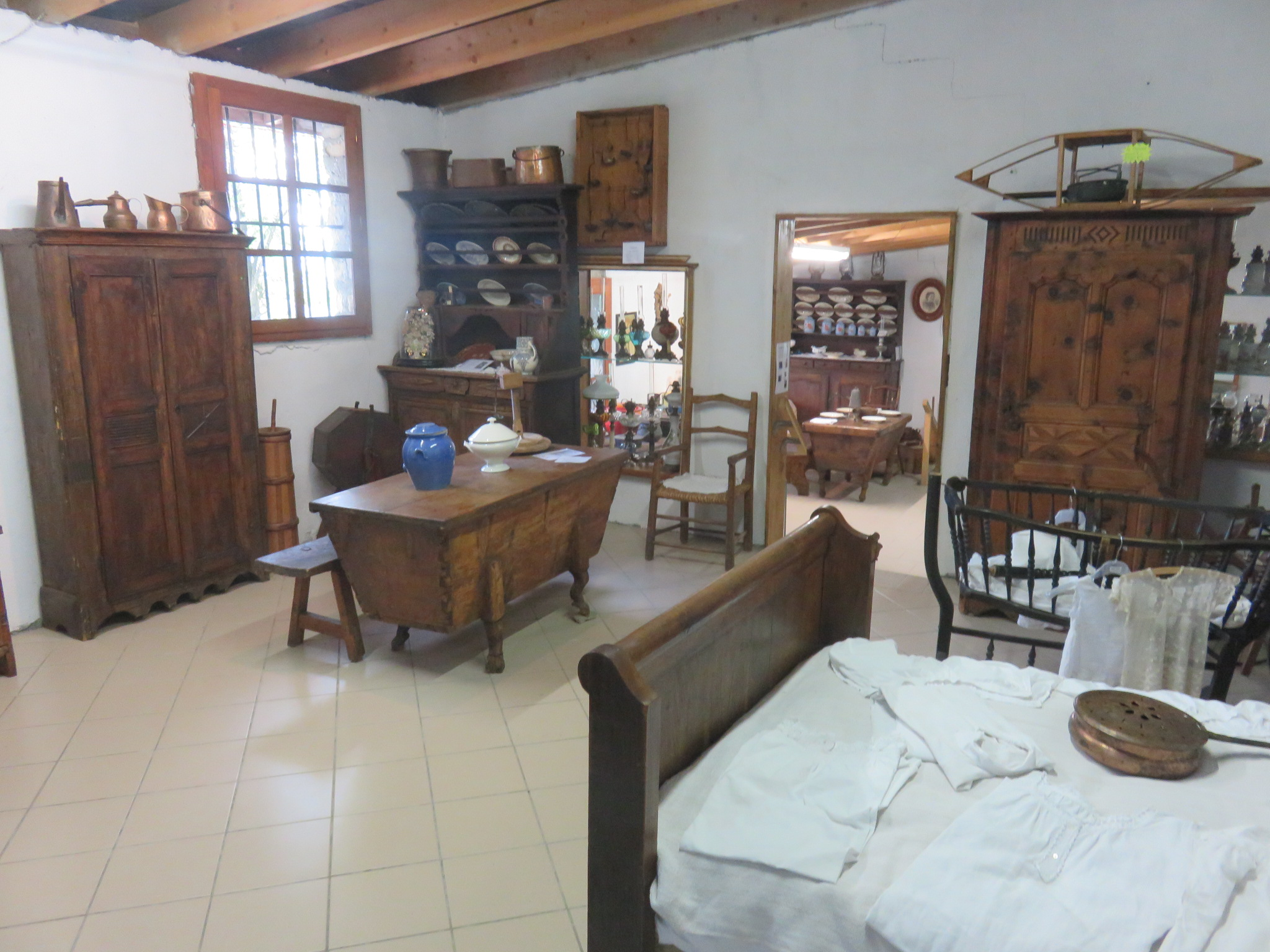
Habitation
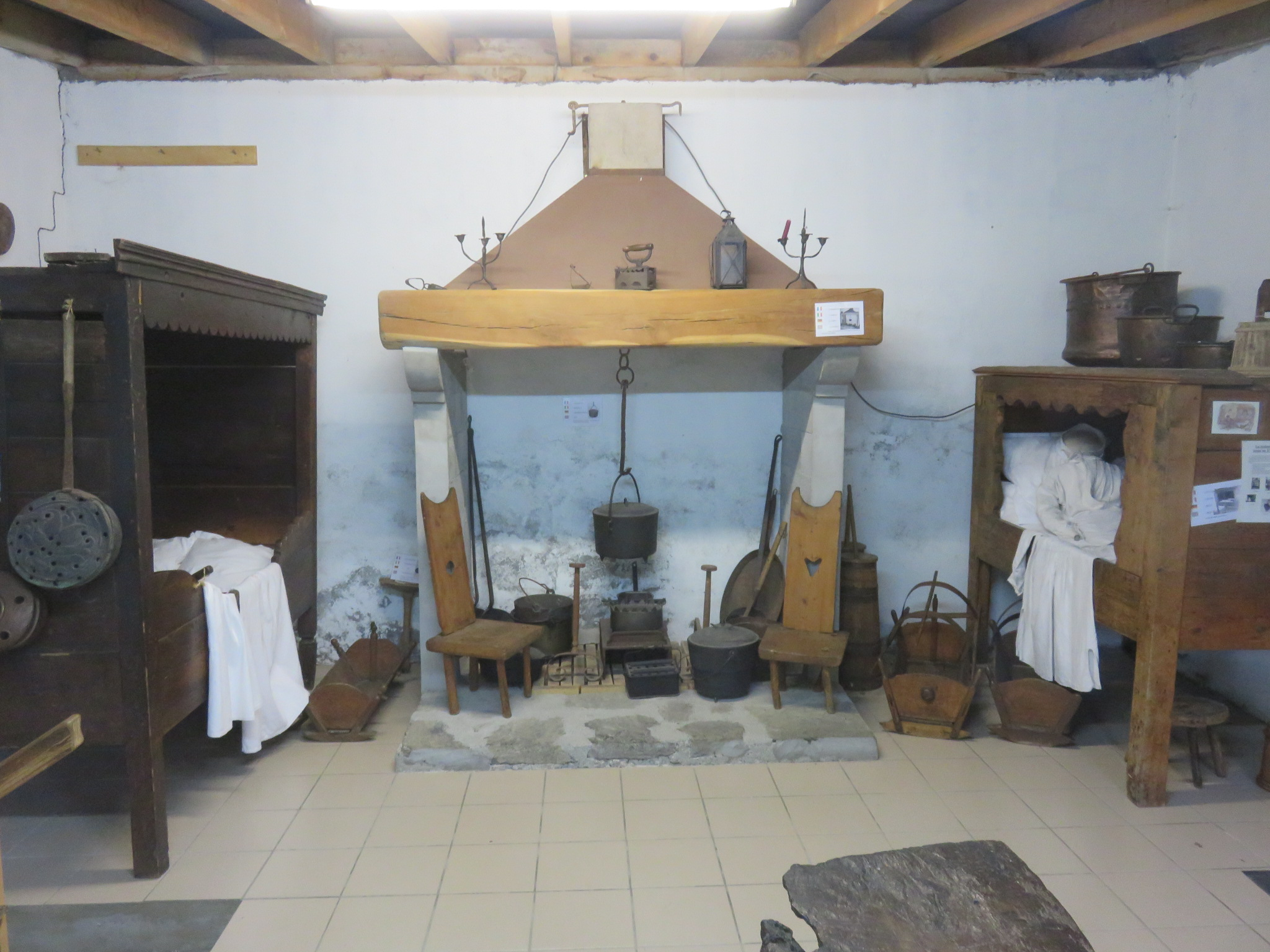
Habitation
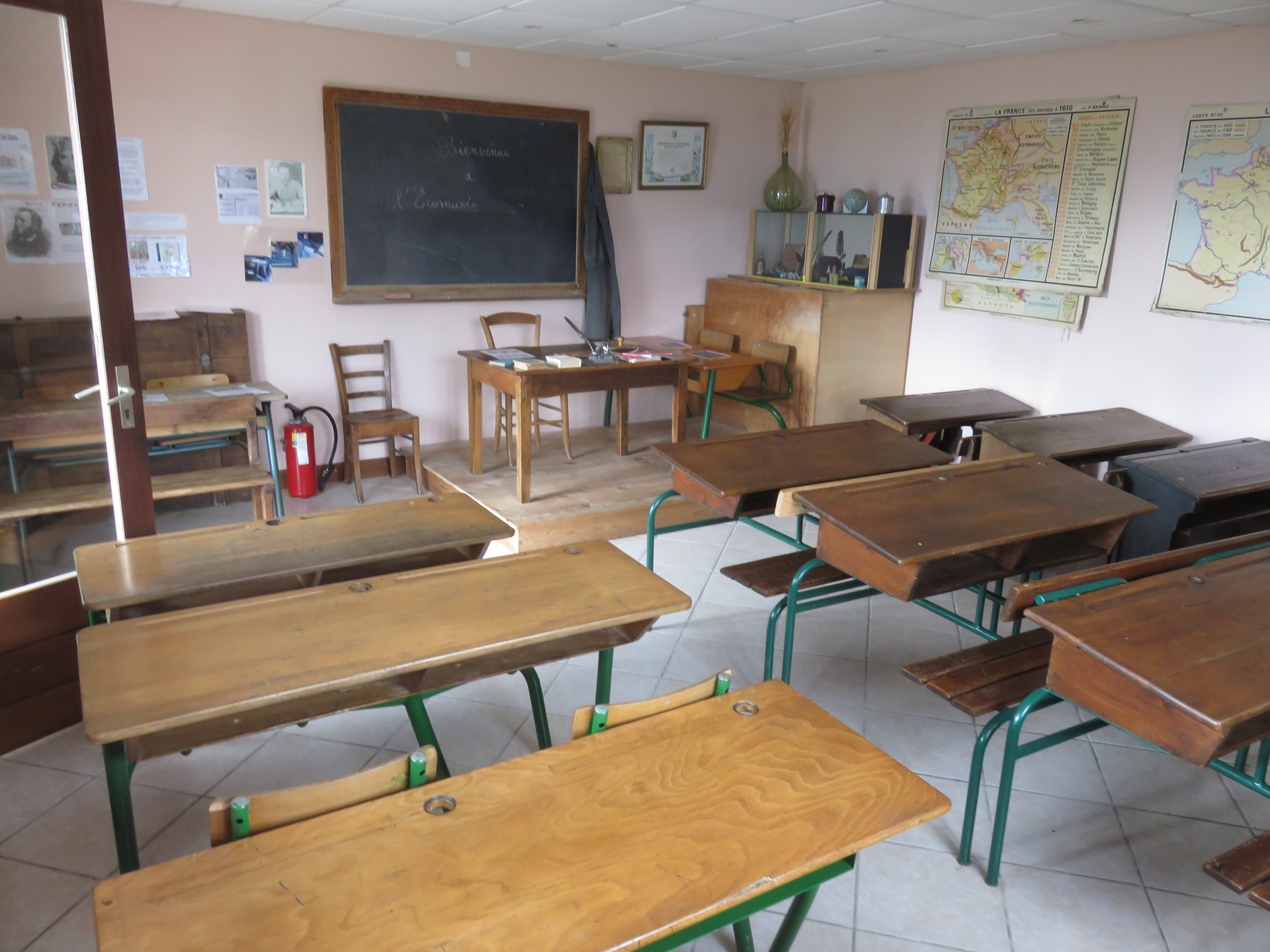
École
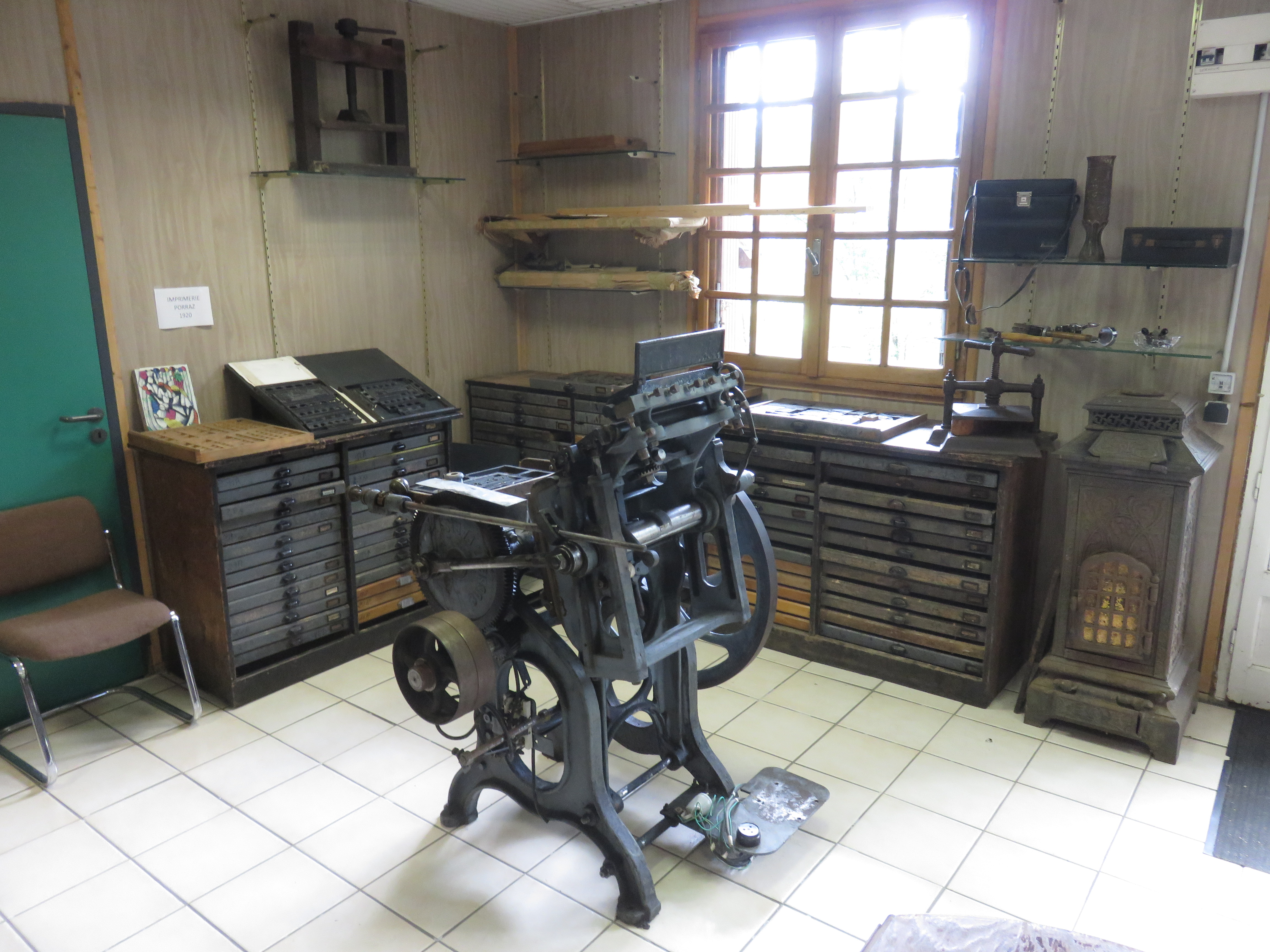
Imprimerie

Il l'installe sur une ancienne vigne des coteaux du Salin, qui domine la vallée, sur la rive de l’Isère (rivière), au cœur de la Combe de Savoie, dans le périmètre du parc naturel régional du massif des Bauges, à 20 km au sud ouest d'Albertville, avec :

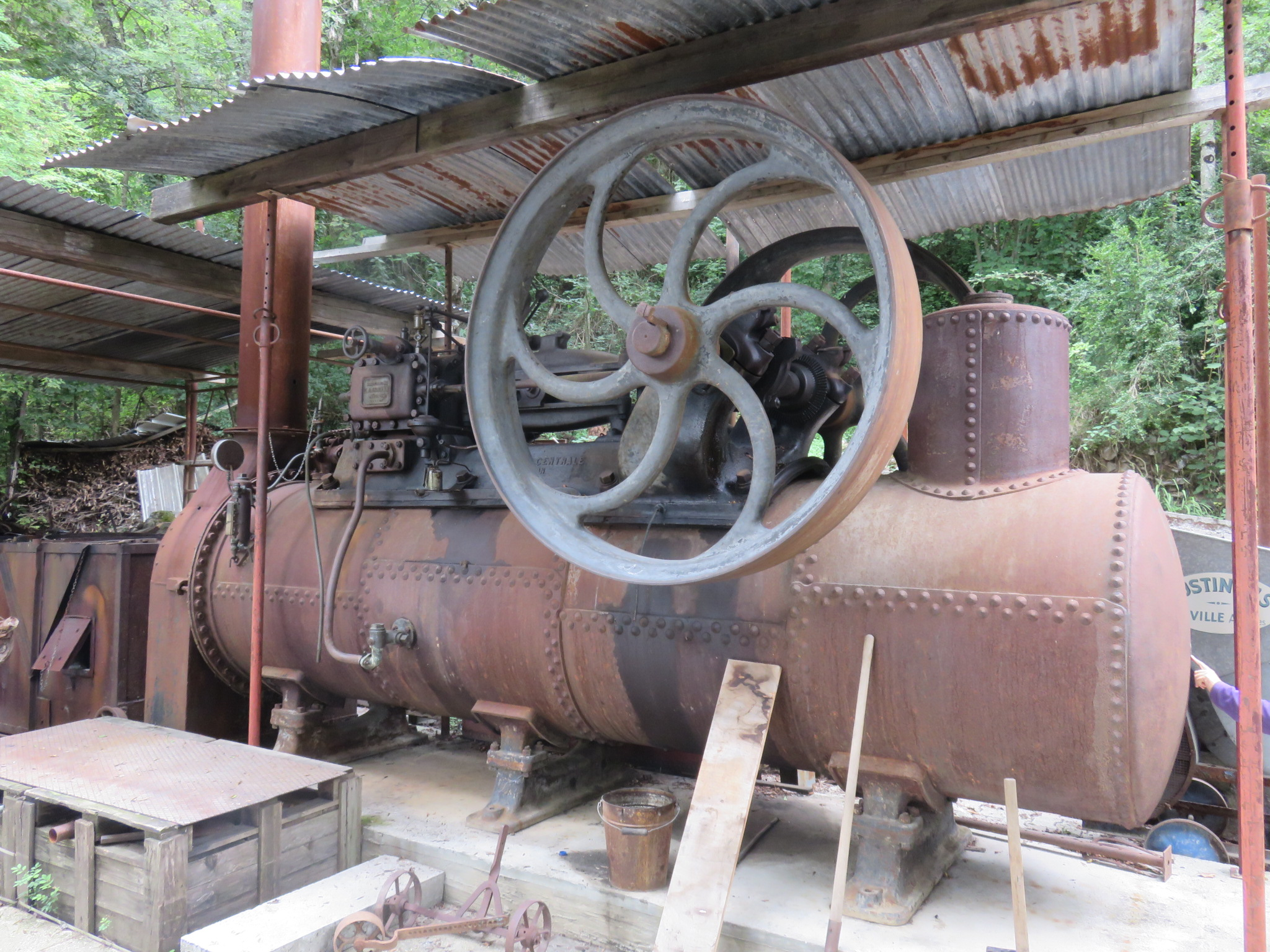
Machine à vapeur
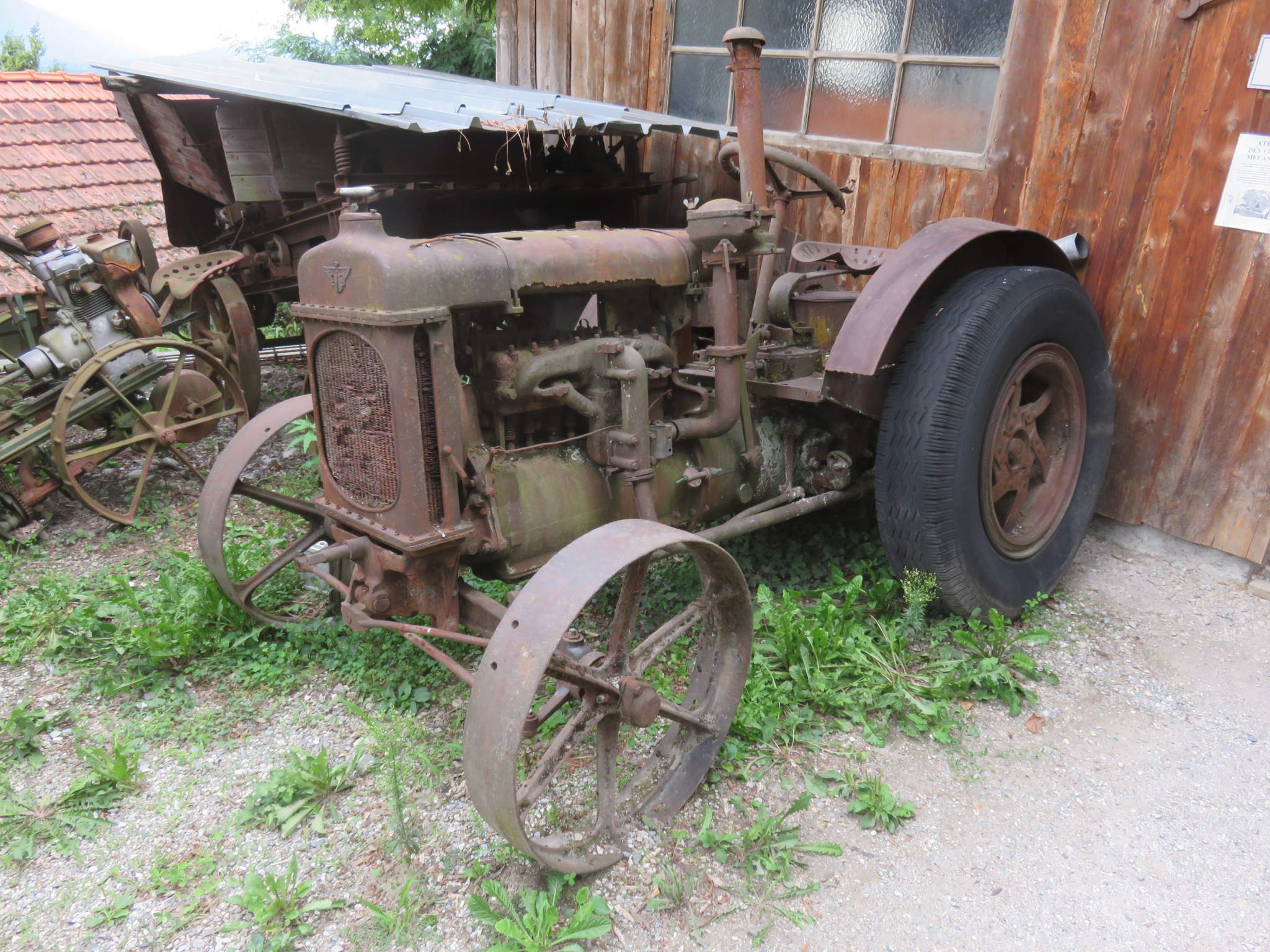
Tracteur agricole
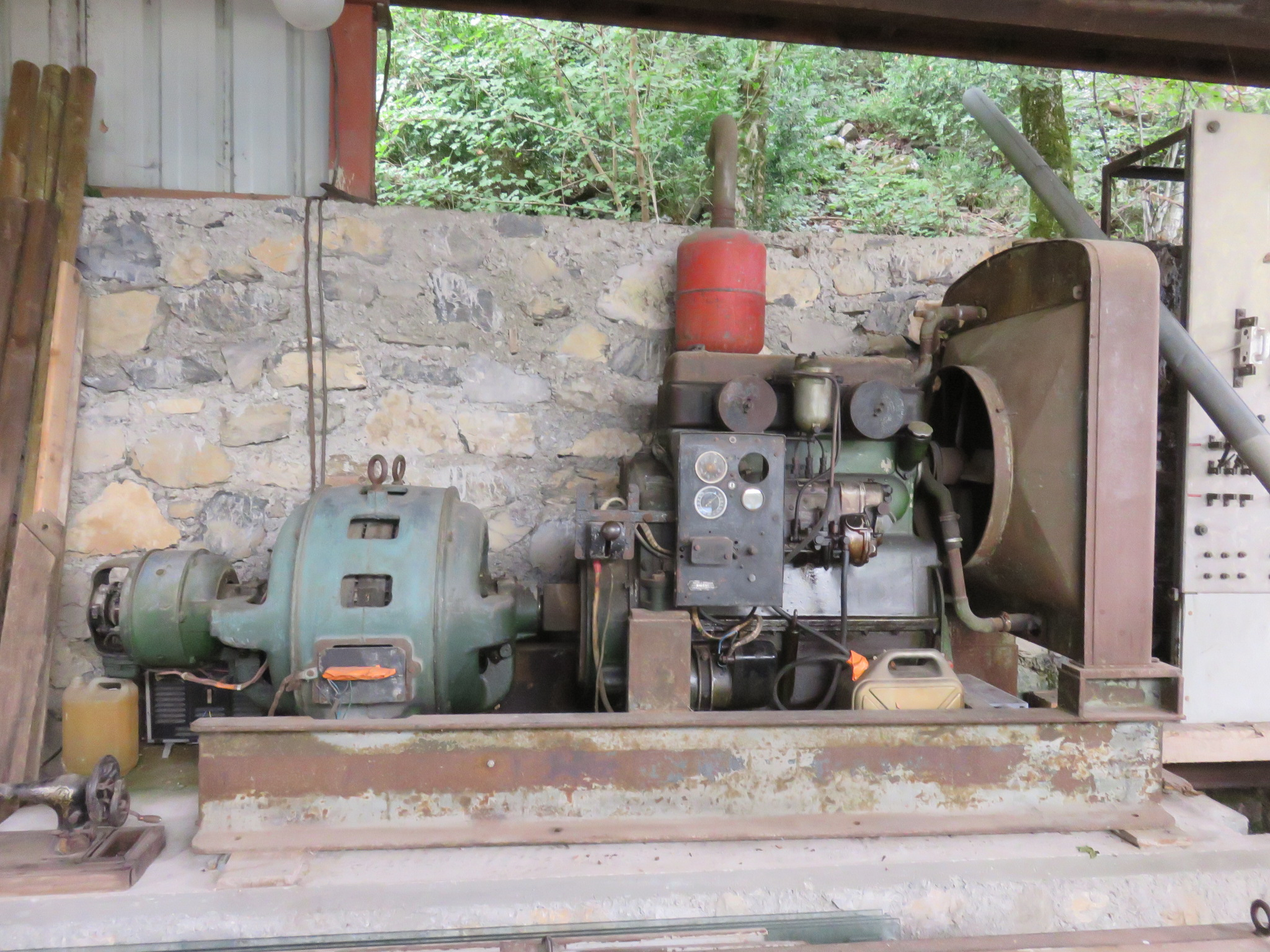
Groupe électrogène
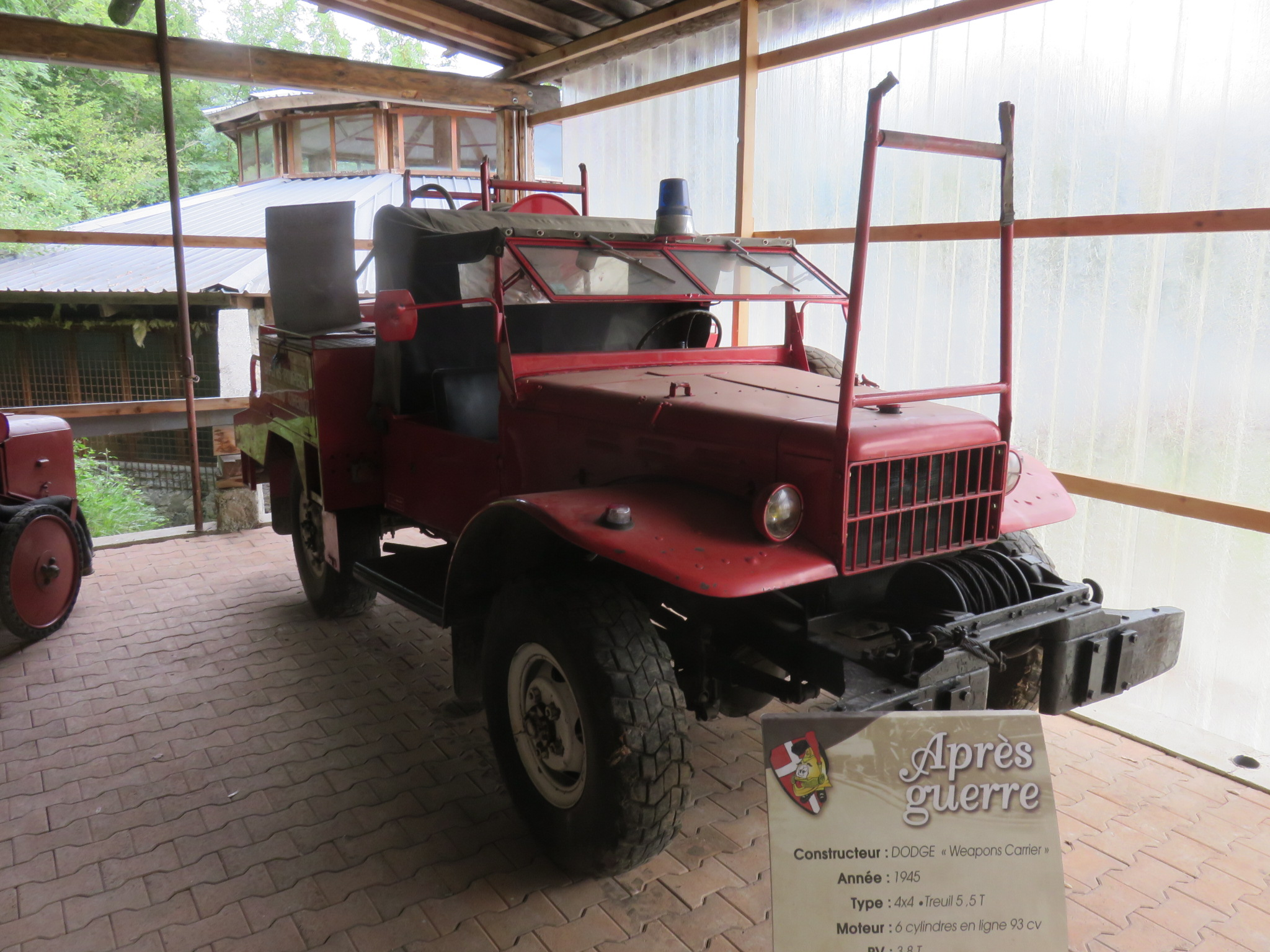
Fourgon d'incendie Dodge 1945

- un circuit pédestre de 350 m sur un coteau arboré d'une 50 ene d'essences différentes
- une vingtaine de bâtiments thématiques, de 5000 m² couverts, avec : anciens métiers (outillage, liste des anciens métiers), école, imprimerie, maisons d'habitation et mobilier, habillement / textile, lavoir, agriculture (batteuse, faucheuse, tracteurs...), moulin, four à pain, fruitière à fromages, apiculture, viticulture, alambic, scierie, menuiserie, forge, machine à vapeur, moteurs, véhicules, sapeurs pompiers, histoire du comté de Savoie, duché de Savoie, Maison de Savoie...

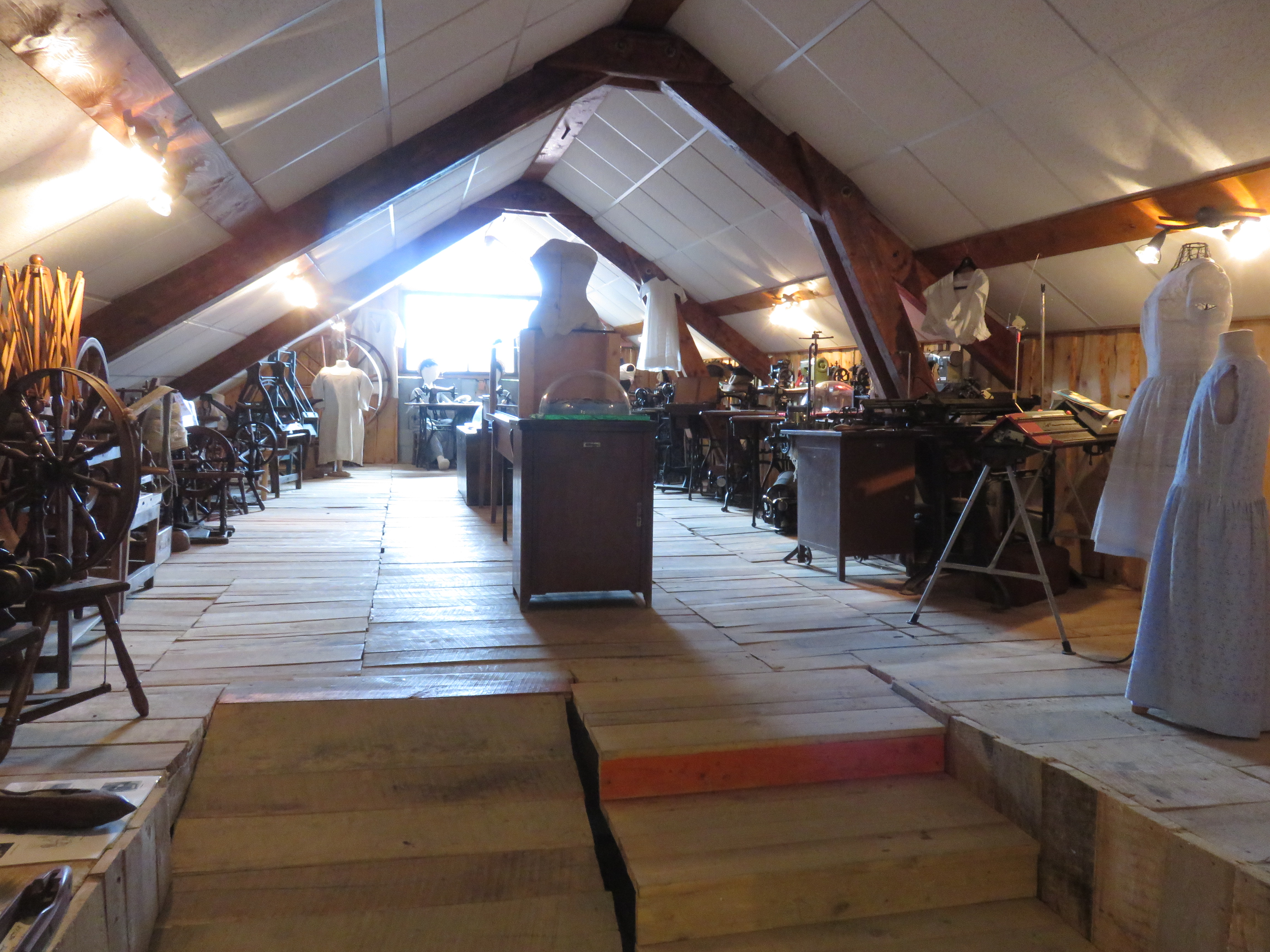
Habillement / textile
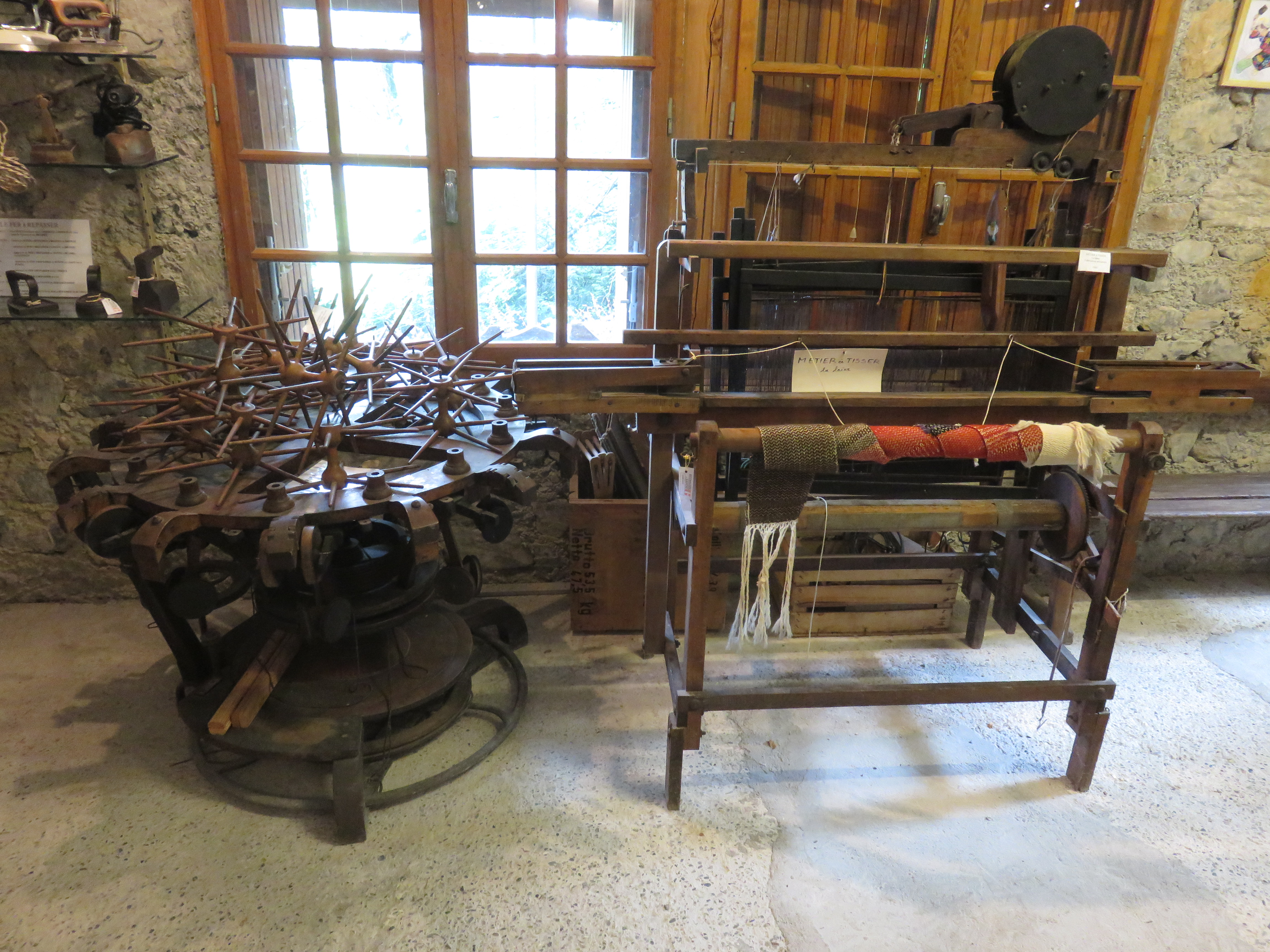
Métier à tisser la laine
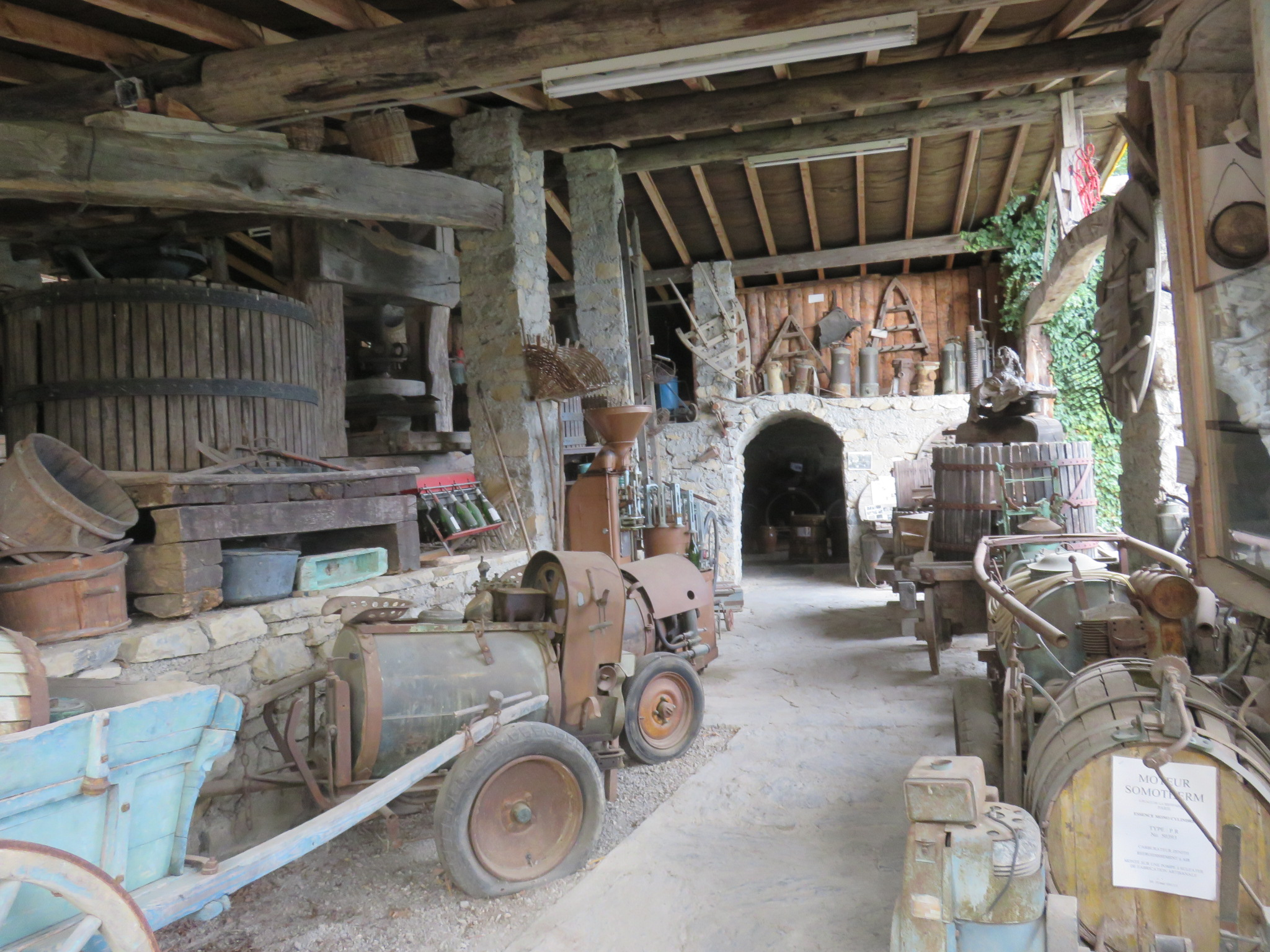
Viticulture
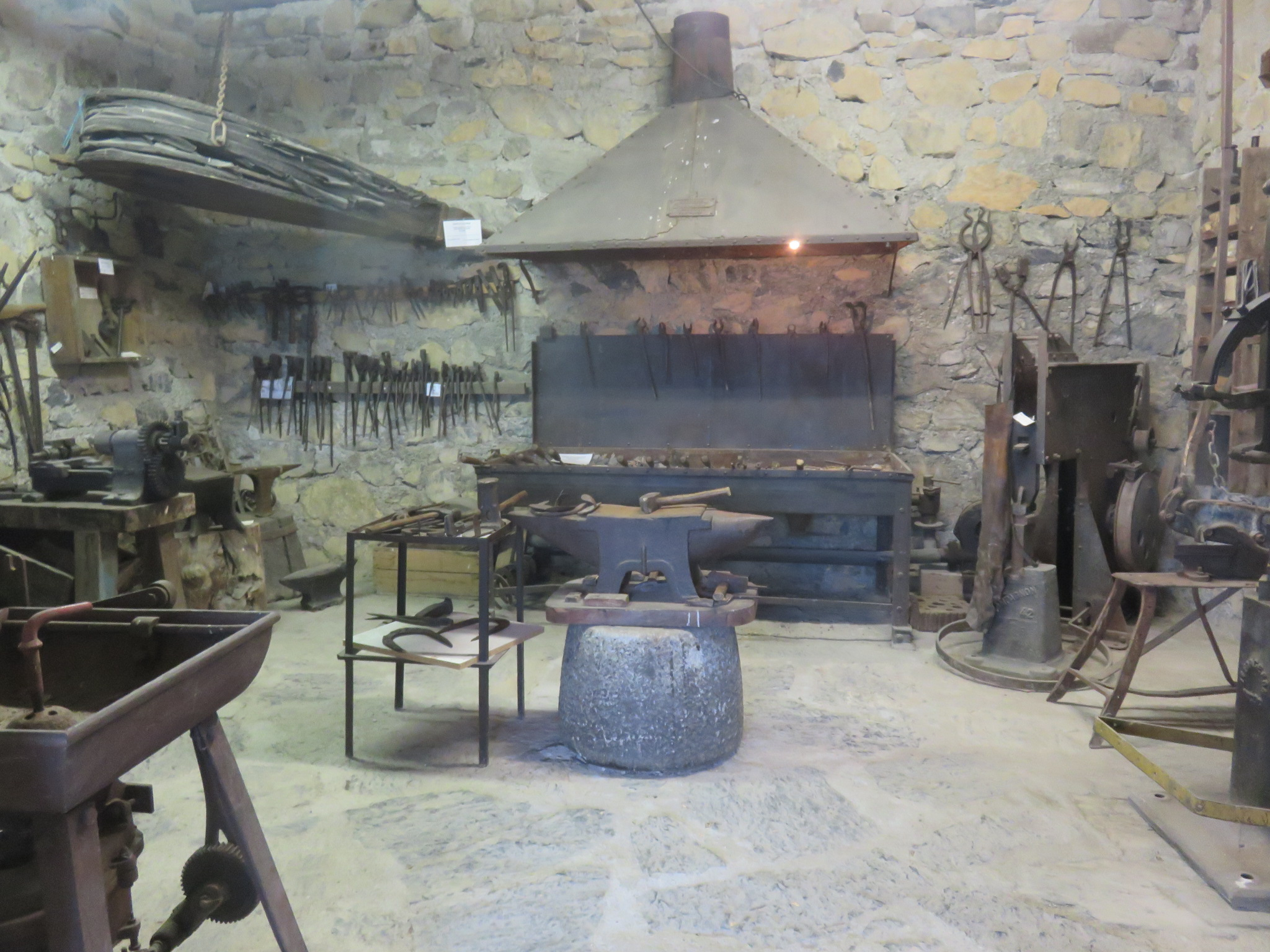
forge

- plus de 7000 objets anciens utilisés par les habitants de la Combe de Savoie
- boutique de produits locaux savoyards et de plus de 1300 livres de culture locale ...